# José María Sánchez Carrión
José María Sánchez Carrión (Cartagena, 1 de agosto de 1952), también conocido como «Txepetx» (voz en euskera para nombrar al ave Troglodytes troglodytes), es un lingüista español.
Es licenciado en filología anglogermánica por la Universidad de Salamanca, doctor en lingüística y filología vasca por la Universidad del País Vasco, así como catedrático de Bachillerato de lengua y literatura españolas.
Su trayectoria académica y profesional ha estado muy vinculada desde el principio tanto al euskera como a Navarra y el País Vasco. Sin embargo, también ha ejercido como profesor en Escocia, Inglaterra, Canarias, Baleares y Andalucía. Sus áreas de investigación se han referido al bilingüismo, la sociolingüística y la vida de las lenguas. Ostenta la patente de la Hololingüística, a la que considera una "teoría autoconsistente de la experiencia lingüística".

## Biografía y obra
Años 70
José María Sánchez Carrión era hijo del magistrado José Sánchez Faba. Pasó la mayor parte de su infancia y adolescencia en Ceuta, donde estudió el bachillerato, primero en el Colegio San Agustín y luego en el Instituto Nacional de Enseñanza Media. Muestra precozmente una gran capacidad de estudio y una sensibilidad especial hacia las lenguas minoritarias.
A la edad de dieciséis años marchó a Granada (Andalucía) donde comenzaría a estudiar filosofía y letras en la Universidad de Granada. Nada más finalizar el primer curso, en 1970, solicitó a sus profesores permiso para llevar a cabo un estudio in situ de los límites del euskera en Navarra. De esa forma el joven estudiante de apenas dieciocho años completó una encuesta y posterior estudio que supusieron una novedad en los últimos años de la dictadura de Francisco Franco. Lo publicó en forma de libro dos años más tarde la Diputación Foral de Navarra por medio de la Institución Príncipe de Viana.
Sánchez Carrión se traslada a la Universidad de Salamanca para continuar sus estudios, especializándose en la entonces llamada filología moderna en su rama anglogermánica. Ejerció después como profesor en una escuela en Paisley (Escocia), luego en la Universidad de Granada, después en una escuela rural de Navarra y finalmente obtuvo la cátedra de lengua y literatura españolas en el Instituto de Bachillerato de Mondragón (País Vasco).
En 1974 publicó en el «Anuario del Seminario de Filología Vasca Julio de Urquijo» el largo artículo Bilingüismo, disglosía, contacto de lenguas, donde introdujo el concepto de bilingüismo social, de gran operatividad en el campo de la sociolingüística. El catedrático de lingüística española en la Universidad de Santiago de Compostela Guillermo Rojo lo calificó como lúcido artículo.
La redefinición del concepto de diglosia hecha por el lingüista en esta época ha sido utilizada por Bernat Joan, Secretario de Política Lingüística de la Generalidad de Cataluña (ERC) entre 2007 y 2010, para una obra enciclopédica sobre las Islas Pitiusas (Baleares).
Durante la Transición Española, la Real Academia de la Lengua Vasca empleó los materiales de Sánchez Carrión para elaborar sendas obras sobre la historia y la situación de la lengua vasca: El libro blanco del euskara (1977) y Conflicto lingüístico en Euskadi (1979). El propio presidente de la RALV, Luis Villasante, fue dando cuenta de las obras de Sánchez Carrión durante el periodo. Por otro lado, las implicaciones políticas que el estudio lingüístico de Sánchez Carrión tenía respecto a la relación de Navarra con el País Vasco fueron discutidas en la prensa de la época.
El sexto Seminario de Bilingüismo se celebró  en Zarauz (País Vasco) en 1979 y obtuvo un nuevo récord de asistencia. Sánchez Carrión participó con la conferencia titulada El marco sociológico y espacial de una situación bilingüe.
Años 80
En 1981 publicó el libro El espacio bilingüe por la Sociedad de Estudios Vascos. El espacio simbólico social, uno de los conceptos establecidos en la obra fue utilizado por Vicent Pitarch para explicar la situación del idioma catalán en la Comunidad Valenciana.
El impacto causado por su teoría de los espacios lingüísticos era cada vez mayor, no solo en círculos académicos sino también políticos. Esta extensión de su influencia puede que en parte se debiera a Koldo Mitxelena, destacado miembro de EAJ-PNV, quien, el 17 de marzo de 1982, durante la presentación en Bilbao de un número especial de la Revista de Occidente dedicado al bilingüismo, hizo de nuevo alusión a Sánchez Carrión en estos términos, tal y como lo recogió Patxo Unzueta del diario El País:

De todas formas, la unificación [supradialectal] es sólo la condición necesaria para la supervivencia del euskera. La condición suficiente sería, según dijo Mitxelena, citando a Sánchez Carrión, que el euskera "encuentre su espacio, su acomodo en una sociedad bilingüe". Que nadie [sic] que encuentre "un locus, nicho o hueco al que adaptarse. Es decir, que logremos determinar cuál es el terreno más favorable para que su empleo resulte productivo. Sin pretensiones delirantes, pero sin renunciar tampoco apriorísticamente a objetivos de cierta ambición".

La presencia institucional de Sánchez Carrión alcanzó su cúspide, solo para caer en cierto ostracismo posteriormente. En marzo de 1983 es nombrado, junto a otras 18 personas, académico correspondiente de la Real Academia de la Lengua Vasca en Vitoria . En junio del mismo año, Sánchez Carrión fue nombrado uno de los 12 vocales del Consejo Asesor del Euskera del Gobierno Vasco donde coincidía con muchos de sus colegas académicos. Sin embargo, año y medio después, en noviembre de 1984, sin llegar a cumplir, por tanto, los cuatro años estipulados, fue cesado de su cargo. Todo ello en el contexto de las disputas internas de EAJ-PNV que precipitarían la salida del lendakari Carlos Garaikoetxea.
El 18 de agosto de 1982, dos días después de la entrada en vigor del Amejoramiento de Navarra, el diario ABC se hizo eco de un proyecto sociolingüístico que la Diputación Foral de Navarra había adjudicado a la Universidad Complutense de Madrid en el que iban a colaborar Francisco Ynduráin, Julio Caro Baroja, Antonio Tovar y el propio Sánchez Carrión. Otro de los colaboradores citados por el periódico era el miembro de la Real Academia de la Lengua Vasca Ángel Irigaray, el cual fallecería al año siguiente y a quien Sánchez Carrión dedicó su artículo La nueva sociolingüística y la ecología de las lenguas (1985).
Sánchez Carrión continuó con sus investigaciones durante su estancia en Londres. Fruto de ellas es su tesis doctoral Teoría sociolingüística de la recuperación del euskara y teoría social de las lenguas, dirigida por Koldo Mitxelena. La tesis doctoral fue defendida con éxito en la Universidad del País Vasco el 5 de diciembre de 1986 ante el tribunal presidido por Antoni Ferrando e integrado por María José Azurmendi, María Teresa Echenique, Itziar Idiazabal e Ibon Sarasola. La obra fue autopublicada en 1987 y reeditada en 1991 por la Diputación Foral de Guipúzcoa a través del Seminario de Filología Vasca Julio de Urquijo bajo el título de Un futuro para nuestro pasado.
Años 90
La Sociedad de Estudios Vascos celebró su XI Congreso en octubre de 1991 en San Sebastián (País Vasco). Sánchez Carrión profundizó en las implicaciones historiográficas de su tesis doctoral con la siguiente ponencia: Las lenguas vistas desde la historia versus la historia vista desde las lenguas (o el giro copernicano de un nuevo discurso social).
Durante el curso 1995-1996 Sánchez Carrión fue uno de los profesores que impartió la diplomatura de Especialización en Cultura Vasca de la Universidad de Deusto en colaboración con el Instituto Vasco de Administración Pública y el Departamento de Cultura del Gobierno Vasco (EAJ-PNV).
En 1998 Sánchez Carrión formó la Fundación Bizi+Hitza (Vida y Lenguas) junto a Mikel Agirreazkuenaga. El objeto de dicha Fundación de ámbito estatal con sede en San Sebastián (País Vasco) es el fomento de la investigación científica en el campo de las lenguas, muy especialmente de las lenguas y culturas aborígenes que se encuentran en riesgo de extinción. Sin embargo, cuatro años después, cuando se constituyó formalmente la Fundación en diciembre de 2002, Sánchez Carrión ya no figuraba como miembro de su Patronato de trabajadores voluntarios.
En 1999 el Ayuntamiento de Bilbao, publicó el siguiente libro de Sánchez Carrión, Aplicación sociolingüística de la territorialidad, una obra donde se aportan datos objetivos sobre la situación del euskera en Bilbao -un 14.4 % de euskaldunes, y mucho más conocimiento que uso-. Incluso barrio por barrio, y donde el autor "indica, además, los pasos inmediatos que se deben seguir para alcanzar niveles mayores de aceptación, competencia y convivencia lingüística".
Años 10
En julio de 2011 Sánchez Carrión participó con la conferencia (Re)pensar el discurso: propuestas integradoras para la normalización lingüística en el VII Curso de Verano de Dinamización Lingüística en Carballo (Galicia), curso organizado por la Coordinadora de Traballadores/as de Normalización da Lingua. El lingüista ya había participado, en 1987 y 1990, en sendos congresos reintegracionistas organizados por la Associaçom Galega da Língua.
En agosto de 2012, participó en el XXXI Curso de Verano de la UPV/EHU en San Sebastián (País Vasco) con la conferencia ¿Qué hay al otro lado de la crisis? Explorando otras formas de comunicación.
En 2013 publicó en Francia una obra sobre religión y teología titulada '"La Langue de la Lumière (I): 'Le code Jean le Baptiste [El código Juan Bautista], traducida por Alain Masson.
En septiembre de 2016, participó en la V Semana de las Lenguas y las Culturas de la Universidad San Jorge en Villanueva de Gállego (Aragón) con la conferencia Lengua y pueblo.
En diciembre de 2017 publicó con la Fundación "Vida y Lenguas" (Bizi+ Hitza Fundazioa) la "Ascesis de la Luz Escrita", segunda de sus obras sobre el Lenguaje de la Luz, almismo tiempo que fue homenajeado en San Sebastián junto al sociólogo Iñaki Larrañaga.
En octubre de 2019 la Editorial Círculo Rojo ha publicado "El Lenguaje de la Luz: el Código Jesús el Cristo", tercera y última obra de su trilogía sobre el Lenguaje de la Luz y, en opinión del autor, "la obra que culmina toda una vida de búsquedas y encuentros".
Años 20
En noviembre de 2021 es nombrado, junto a otras 25 personas, académico honorífico de Euskaltzaindia, la Real Academia de la Lengua Vasca, en San Sebastián.

## Enlaces

### Libros
- Un futuro para nuestro pasado: claves de la recuperación del euskara y teoría social de las lenguas (2.ª edición) (1991)

- Un futuro para nuestro pasado: claves de la recuperación del euskara y teoría social de las lenguas (1987)

- El espacio bilingüe: aspectos etnolingüísticos del bilingüismo y teoría lingüística de los espacios (1981) Archivado el 3 de marzo de 2016 en Wayback Machine.

### Artículos
- La otra herencia de Koldo Mitxelena (2015)
- «Le Seigneur c’est le Souffle, et où est le Souffle du Seigneur est la liberté» 2Corinthiens 3,17. (en francés) (09-07-2013)
- (Re)pensar el discurso y Apéndice en la obra colectiva Unha outra guía para a intervención lingüística a cargo de Paulo Martínez Lema y Goretti Sanmartín Rei (2011)
- Cooperación y desarrollo: claves para la revitalización de los conceptos (2005) (enlace roto disponible en Internet Archive; véase el historial, la primera versión y la última).
- Sobre bogeries, seny i vacunes: una revisió teoricopràctica de la consciència lingüística (en catalán) (2001)
- La importancia de los pueblos del origen dentro de un modelo de sostenibilidad de lenguas, cultura y territorio en la obra colectiva En defensa del pluralismo y la igualdad: los derechos de los pueblos indios y el Estado coordinada por Ileana Almeida y Nidia Arrobo Rodas (1998)
- Prólogo a Orhipean: el país del euskara de Xamar (1996)
- Panorama actual del conflicto (2) (1993)
- Panorama actual del conflicto (1) (1993)
- Las lenguas vistas desde la historia versus la historia vista desde las lenguas (o el giro copernicano de un nuevo discurso social) (1992) Archivado el 24 de septiembre de 2015 en Wayback Machine.
- La herencia de Koldo Mitxelena (1991)
- La nueva sociolingüística y la ecología de las lenguas (1985) Archivado el 10 de octubre de 2010 en Wayback Machine.
- Nota última sobre el lenguaje (de la Minuta de reflexiones políticas) (1985)
- En recuerdo de Angel Yrigaray (1899-1983) (1983)
- La Navarra cantábrica (Malda-Erreka): estudio antropolingüístico de una comunidad euskaldún (1981)
- Bilingüismo, disglosía, contacto de lenguas: hacia una delimitación de conceptos (1974)
- La aportación vasca al Atlas Lingüístico de Europa (1974)
- ESAN / ERRAN en el área lingüística alto-navarra (1974)
- Sobre una forma inédita de la primera persona del singular transitivo, en Urrizola-Galain (Ulzama) (1972)

### Entrevistas
- Conversamos con el catedrático José María Sánchez Carrión, autor de la extraordinaria obra El lenguaje de la luz: El código «Jesús el Cristo» (2019)
- Las ideologías fabrican conflictos entre comunidades lingüísticas (22-11-2016)
- O discurso que non supera os obstáculos para chegar a quen queremos chegar, vólvese endogámico (en gallego) (26-12-2011)
- El euskera ya no está marginado en Bilbao (03-11-1999)

- Datos: Q3063622